# Wiesław Wiatrak
Wiesław Wiatrak (ur. 11 lipca 1933 w Krakowie, zm. 17 listopada 2017 w Jaworzu) – polski konstruktor, wynalazca i nauczyciel akademicki.

## Życiorys
Był absolwentem Liceum Ogólnokształcącego im. Tadeusza Kościuszki w Krakowie. W latach 1951–1957 studiował na Wydziale Mechanicznym Politechniki Krakowskiej, gdzie od 1954 był młodszym asystentem w Zakładzie Teorii Mechanizmów i Rysunku Technicznego. Po studiach pracował jako konstruktor, zaś od 1961 jako główny konstruktor w Zakładach Metalowych w Nowej Dębie, gdzie konstruował między innymi silniki motorowerowe, motocyklowe oraz łodziowe. Z opracowanych przez Wiatraka silników, seryjnie produkowane były: S01-Z, S-38, Wiatr-2/W-2/. Od 1972 piastował funkcję kierownika Zakładu Konstrukcji Rozwojowych Ośrodka Badawczo-Rozwojowego w Fabryce Samochodów Małolitrażowych w Bielsku-Białej. W FSM inż. Wiatrak pracował, między innymi, nad konstrukcją Syreny Bosto, pochodnych inwalidzkich wersji Polskiego Fiata 126p oraz modyfikacjami Fiata 126: „Long”, „Bombel” i „Combi”. W latach 1980–1981 zaprojektował samochód koncepcyjny FSM 106 Beskid, który z przyczyn ekonomiczno-politycznych nie wszedł do masowej produkcji. Zachowało się 6 pojazdów, wśród nich Beskid, którego właścicielem i użytkownikiem był inż. Wiatrak.
W latach 1983–1999 był wykładowcą filii Politechniki Łódzkiej w Bielsku-Białej (obecnie Akademia Techniczno-Humanistyczna w Bielsku-Białej). W latach 1975–1979 był członkiem Zarządu Głównego SIMP-Sekcja Samochodowa. Wykładał na międzynarodowych konferencjach naukowych m.in.: „FISITA 1980” i „Engine 99” w Hamburgu, VII FIA - Estoril „Engine” - Brno 1997. Podczas konferencji „KONES” w Jastrzębiej Górze w 2001 r. przedstawił unikalną metodę zgazowywania węgla na ekologiczne paliwo wodorowe. Autor kilkunastu patentów krajowych i zagranicznych. Laureat nagród, m.in.: Naczelnej Organizacji Technicznej i Ministra Przemysłu Maszynowego. Kawaler Srebrnego Krzyża Zasługi. Uhonorowany przez American Biographical Institute w Detroit wpisem na listę dwóch tysięcy intelektualistów XX wieku zasłużonych dla techniki samochodowej.
Był członkiem założycielem (1974) i pierwszym przewodniczącym Zarządu Koła Łowieckiego „TUR” w Bielsku Białej, z którym związany był przez całe życie.